# Щипавка італійська
Щи́павка італійська (Sabanejewia larvata) — невелика прісноводна риба родини в'юнових (Cobitidae). Ендемік Італії. Раритетний вид риб, занесений до Червоного списку МСОП та інших природоохоронних документів.

## Опис
Дрібна рибка, завдовжки до 9 см. Численні плями (15—27 штук) розташовані на середньобічному ряду; вони дрібні та округлі, часто зрощені у неправильну смужку. Чорні плями біля хвостової основи невеликі, але добре помітні, розташовані на відстані їхнього діаметра. Спинний і черевний жирові гребені однаково розвинені. Є темна пляма на нижній губі.

## Поширення
Ендемік Італії. Поширений на півночі країни.

## Спосіб життя
Мешкає у стоячих та проточних водоймах у низинних та горбистих районах з піщаними або мулистими субстратами, багатими рослинністю. Також зустрічається в дренажних каналах. Живиться безхребетними. Період розмноження припадає на травень-липень.

## Охорона
Раритетний вид риб, занесений до Червоного списку МСОП (охоронна категорія: вразливий вид). Стан природних популяцій виду в межах ареалу залишається нестабільним. Тому щипавка італійська занесена також до Директиви Європейського Союзу 92/43/ЄС «Про збереження природних оселищ та видів природної фауни і флори» (Додаток II. Види рослин і тварин, що становлять особливий інтерес для Європейського Союзу, збереження яких потребує створення територій особливої охорони).